# Madrid es Ciencia
Madrid es Ciencia es una feria científica anual celebrada por primera vez en abril de 2000 organizada por la Consejería de Educación de la Comunidad de Madrid para la promoción de la ciencia en el entorno educativo. Al estilo de las ferias de ciencia americanas, durante un fin de semana se reúnen distintos centros educativos (colegios, institutos, universidades...) e instituciones (museos, fundaciones, organismos gubernamentales...) para la exhibición de distintas actividades, experimentos y demostraciones relacionados con la ciencia, las matemáticas y la tecnología de un modo divulgativo y ameno para acercarlos a sociedad. Desde su octava edición en 2007 la feria cambió su denominación de "Madrid por la Ciencia" por la de "Madrid es Ciencia".
- Datos: Q5989444